# Galba
Servius Sulpicius Galba (24. december 3 f.Kr. ved Terracina – 15. januar 69 i Rom) var romersk kejser 68 – 69.

## Biografi
Galba, søn af Sulpicius Galba og Mummia Achaica, var den første romerske kejser efter det julisk-claudiske dynasti og tilhørte en gammel adelsslægt, som havde gjort sig gældende som generaler og provinsembedsmænd. Selv fik han altid tilføjet på sine statuer, at han var oldebarn af Quintus Catulus Capitolinus (sin mors bedstefar); og som kejser havde han en slægtstavle udstillet i sin hal, hvor han førte sin fars afstamning tilbage til Jupiter og sin mors afstamning til Pasiphae, kong Minos' dronning. 
Han gjorde det godt ved hoffet på Palatin, især hos kejserinde Livia. Efter en tid som prætor i år 20 blev han statholder i Akvitanien, dernæst konsul i 33 og statholder i Øvre Rhinen (39-41). I år 41, da kejser Caligula blev myrdet, afslog Galba at lade sig udråbe til kejser. Kejser Claudius viste sin taknemlighed for hans loyalitet ved at udnævne ham til guvernør i Afrika, hvor Galba levede op til sit ry for integritet.  Han deltog også i Claudius' felttog til England, og blev endelig statholder i det nordlige Spanien (Hispania Tarraconensis) i 60. Da statholderen i Gallia Lugdunensis, Julius Vindex, i marts 68 startede opstanden mod Nero til fordel for senatet, afslog Galba i første omgang at deltage, men sluttede sig senere i foråret til opstanden. Hans legioner foretrak imidlertid i stedet for at sværge senatet troskab at udråbe Galba til trods for hans betænkeligheder ved denne udvikling. I mellemtiden var Vindex og hans keltere blevet nedkæmpet ved Vesontio af legionerne fra Øvre Rhinen under Verginius Rufus, og Galba havde søgt tilflugt i bjergbyen Clunia, da Rufus uventet viste sig også at ønske Nero styrtet. Og da Nero belejligt havde forladt Rom, fik prætorianerpræfekten Tigellinus prætorianergarden til at udråbe Galba til kejser. Senatet accepterede det; Nero dræbte sig selv; og Galba blev hyldet som kejser, da han i efteråret 68 ankom Rom. 
Galbas korte regering står ikke helt klart belyst. Mens han generelt beskrives som en dygtig, hård og effektiv general og embedsmand, synes han som kejser at have optrådt udiplomatisk og arrogant over for hæren og prætorianergarden, og ladet sig lede af ukvalificerede rådgivere. Kejseren beskyldes også for overgreb og grusomhed; men hvor berettigede disse angreb er, er uvist. Ifølge Plutarch lod Galba befolkningen ture frit frem overfor dem, der havde været loyale mod Nero. Gladiatoren Spiclus blev dræbt på Forum ved at Neros væltede statuer blev slæbt omkring og også over Spiclus. Aponius blev dræbt ved at blive overkørt af kærrer fyldt med sten. Andre, deriblandt sagesløse personer, skal være slået ihjel af den rasende mængde, så Mauriscus, der var kendt for sin integritet, sagde til senatet, at han frygtede for, at befolkningen snart kom til at ønske Nero tilbage. 
Romerne syntes ikke om den nye kejser. På den tid var hans hænder og fødder så deforme af leddegigt, at han ikke kunne gå med sko i længere tid eller folde en pergamentrulle ud eller holde den; han var af middelhøjde med blå øjne og kroget næse.  Hans nøjsomhed stod i kontrast såvel til Neros strålende fester som til ødselheden hos Galbas frigivne favorit, Icelus Marcianus.
Suetonius påstod, at Galba foretrak mandlige seksuelle forbindelser for kvindelige; og især fuldvoksne mænd. 
Da Galba ovenikøbet nægtede at betale prætorianerne den godtgørelse, Tigellinus havde lovet dem for deres støtte, var sagen i realiteten tabt. Samtidig gjorde legionerne ved Rhinen oprør og udråbte Aulus Vitellius til kejser. Som modvægt adopterede Galba den dygtige Piso Licinianus som sin tronarving; men Galbas tidligere tilhænger, statholder i Lusitanien, Salvius Otho, følte sig forbigået og besluttede at styrte kejseren. Otho blev hyldet som kejser 15. januar 69; samme dag blev Galba dræbt på Forum. 
Med sin hustru Lepida havde han to sønner, der begge døde før faren. Suetonius påstod, at sønnen Galba Minor havde opdaget sin fars affære med en mandlig slave og truede med at fortælle det til sin stedmor, hvad der skal have kostet drengen livet.  Galba overlevede både sin kone og deres børn og forblev enkemand, selv om Agrippina den yngre - straks hun var blevet enke efter Gnæus Domitius Ahenobarbus - gjorde fremstød mod ham, mens hans kone endnu var i live. Lepidas mor skal ved en anledning have skældt Agrippina ud for hendes skamløshed foran andre kvinder og givet hende en lussing. 

## Galba-mønter fundet i Danmark
I Skellerup på Fyn er der fundet en møntskat af to mønter præget under kejser Galba. Skatten er fundet af Mathias Kaas og Martin Pedersen. På bagsiden ses en afbildning af Augustus' enke, kejserinde Livia. Der var intet slægtskab mellem dem; men Galbas stedmor var langt ude i familie med Livia, så kejserindens optræden på hans mønter var sandsynligvis et forsøg på at skaffe sig legitimitet som kejser.  Detektorfører Jens Christian Lau, der tidligere har fundet blandt andet Høgsbrogård-skatten, har også fundet en Galba-denar i Ribe. .